# Beaufort (televisieprogramma)
Beaufort is een Nederlands televisieprogramma van RTL 4. Het programma wordt gepresenteerd door Beau van Erven Dorens. De eerste aflevering trok 746.000 kijkers.
Beaufort is een reisprogramma waarin Beau van Erven Dorens zijn eigen grenzen verlegt.
in 2024 kwam er een eenmalig vervolg op deze serie onder de titel Beau solo. Hiervoor ging hij solo de Yukon (rivier) over met een Kajak. Deze aflevering is alleen te zien bij Videoland als Videoland Originals.